# Franco Campodonico
Franco Campodonico (fl. XX secolo) è stato un calciatore italiano, di ruolo attaccante.

## Carriera
Iniziò la carriera nel Liguria Foot Ball Club, club con cui ottenne la promozione in massima serie al termine della stagione 1912-1913.
La stagione seguente passò al Genoa, club con cui ottenne il secondo posto nella classifica finale del Torneo Maggiore, a due punti dal Casale campione.
Dopo la prima guerra mondiale fu tra le file della Spes Football Club, club genovese.